# Vartan Paşa

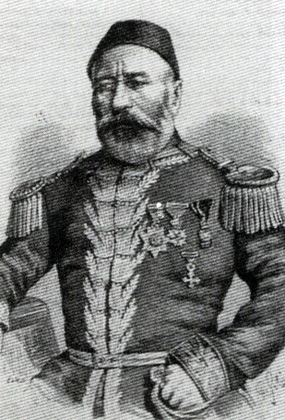
Vartan Pascha

Vartan Paşa (armenisch Վարդան փաշա Wardan P’ascha, eigentlich Osep Vartanian; * 1813; † 1879) war ein osmanischer Beamter, Autor, Übersetzer und Journalist armenischer Herkunft des 19. Jahrhunderts, der nach 30 Jahren Staatsdienst in den Rang eines Pascha erhoben wurde. Er verfasste den ersten bekannten romanähnlichen Text in türkischer Sprache, die 1851 erschienene Novelle „Akabis Geschichte“  bzw. Geschichte Agapis (Akabi Hikayesi). Der Text erschien zwar in türkischer Sprache, aber unter Verwendung armenischer Lettern, in der zweisprachigen Zeitung Mecmua-i Havadis.

## Leben
Hovsep Vartanian wurde 1813 als Sohn katholisch-armenischer Eltern geboren. Im Alter von 13 Jahren schickte man ihn in die Lehre nach Venedig, wo er in die Schule der Mechitaristen eingeschrieben wurde. Nachdem er wieder zurück in der Türkei war, arbeitete er für eine Reihe von Jahren als Lehrer. Danach bezog er 1837 eine Stellung als Dragoman im Innenministerium des Osmanischen Reiches. Nach dem Aufstieg durch die Ränge der Staatsbürokratie erhob man ihn zur selben Zeit in den Rang eines Paschas, als er als Gründungsmitglied der Osmanischen Akademie (Encümen-i Daniş = Gesellschaft des Wissens) nach dem Muster der Académie française fungierte. Dort arbeitete der Gelehrte Rat seit 1853 als Verbindungsmann direkt für den Sultan. Die Gründung dieser Akademie erregte in Europa großes Aufsehen.
Er schrieb die Novelle Akabis Geschichte 1851, während er bereits Mitglied der Akademie war, und eine längere Erzählung auf Türkisch, in der es um die große Kluft und den Streit zwischen den gregorianischen katholischen Armeniern ging, was als Zwischenthema ebenfalls in der Novelle auftauchte, im Jahr 1852.
Nach seiner Verabschiedung in den Ruhestand betreute er das Magazin Mecmua-i Havadis, das zweisprachig auf Türkisch und Armenisch erschien. Darüber hinaus veröffentlichte er eine zweibändige Biografie Napoleon Bonapartes und übersetzte einige Werke aus dem Französischen ins Türkische. Vartan Pascha starb 1879.

## Akabis Geschichte
In der Handlung der Novelle dreht sich alles um eine unmögliche Liebesgeschichte zwischen zwei jungen Leuten aus unterschiedlichen Schichten, die ihre Feindseligkeiten untereinander kultiviert hatten. In dieser Tradition des Romeo und Julia-Themas entstanden diverse andere Geschichten von verschiedenen Kulturen durch die Jahrhunderte: von Hero und Leander, Ovid mit Pyramus und Thisbe bis hin Romeo und Julia auf dem Dorfe.
Akabi ist die Tochter eines gregorianischen Armeniers und Hagop, ihr Geliebter, ein katholischer Armenier. Obwohl es eine frühe Novelle ist und der Autor männlich, ragt Akabis Charakter klar aus der Geschichte hervor. Auch wenn Vartan Pascha selbst katholisch war, beschreibt er den Handlungsverlauf zwischen den beiden verfeindeten Lagern völlig objektiv. Dennoch scheut er nicht davor zurück beider Verhalten zu kritisieren. Die Novelle ist mit vielen Nebenfiguren gefüllt, die kurz aber bezeichnend charakterisiert werden.
Selbst wenn die sozialen Belange oberflächlich oder indirekt angesprochen, ist das Hauptthema der Geschichte die Liebe, die wie das literarische Vorbild tragisch endet. Somit kann man die Geschichte auch als einen Aufruf zur religiösen Toleranz verstehen.
Diese Novelle sticht nicht nur durch die Verwendung der armenischen Schriftsprache in der Türkei hervor, was nicht üblich war während des 19. Jahrhunderts und üblicherweise stark von dem Türkisch der seinerzeit lebenden Armenier abwich. Nach Ansicht des österreichischen Turkologen Andreas Tietze ist die Novelle, die er 1991 neu herausgab und transkribierte, darüber hinaus die erste eigenständige türkische Novelle, die in der Türkei veröffentlicht wurde, oder aus einer strengeren Perspektive eine der fünf frühesten literarischen Formen, die von der üblichen osmanischen Volksliteratur abwich. Sonst wird Sami Frashëris Liebesaffäre zwischen Talat und Fitnat (Ta'aşşuk-i Tal'at ve Fitnat), von 1872 als die erste türkische Novelle angesehen. In der Präsentation dieser fünf Werke stellte Gonca Gökalp von der Hacettepe-Universität heraus, dass der kretische Türke Giritli Ali Aziz Efendi mit seinem Werk Muhayyelât von 1796 das erste Werk gewesen sei, dann käme „Akabis Geschichte“ 1851, gefolgt von Hayalat-ı Dil verfasst von Hasan Tevfik (1868), Temaşa-i Dünya von Evangelinos Misailidis, einem anatolischen Griechen aus Kula (1872) und Müsameretname von Emin Nihat Bey (1875). Obwohl das Werk auf Türkisch erschien, ist der Hintergrund komplett armenischer Natur, denn Armenisch beschränkte sich damals fast ausschließlich auf die Liturgie.

## Ausgaben
- Vartan Paşa: Akabi Hikâyesi: İlk Türkçe Roman. Herausgegeben von Andreas Tietze, Eren Yayınevi, İstanbul 1991
- Hovsēpʿ Vardanean: Agapii patmutʿiwnē. Zartʿōnkʿ, Pēyrutʿ 1954. Übersetzung in das Armenische.